# Coureur de dot (film, 1920)
Pour les articles homonymes, voir Coureur de dot.
Pour plus de détails, voir Fiche technique et Distribution.
Coureur de dot (The Fortune Teller) est un film américain réalisé par Albert Capellani, sorti en 1920.

## Synopsis
Lorsque Renée Browning est accusée à tort d'avoir une aventure avec Tony Salviatti, un directeur de cirque, son mari Horatio obtient le divorce et la garde de leur jeune fils Stephen. Renée accepte un travail comme diseuse de bonne aventure dans le cirque, et elle devient rapidement alcoolique.
Vingt ans plus tard, Stephen, malchanceux, vient se faire dire son avenir. Apprenant son nom, Renée l'encourage sans lui révéler sa propre identité. Grâce à cet encouragement, Stephen devient un politicien à succès et se fiance avec la fille du gouverneur. Prenant exemple sur le succès de son fils, Renée guérit et finalement retrouve son fils.

## Fiche technique
- Titre original : The Fortune Teller
- Titre français : Coureur de dot
- Réalisation : Albert Capellani
- Scénario : George DuBois Proctor, d'après la pièce The Fortune Teller de Leighton Osmun
- Direction artistique : John D. Braddon
- Photographie : Jacques Montéran
- Production : Albert Capellani
- Société de production : Albert Capellani Productions
- Société de distribution : Robertson-Cole Distributing Corporation
- Pays de production :  États-Unis
- Langue originale : anglais
- Format : noir et blanc — 35 mm — 1,37:1 — Film muet
- Genre : drame
- Durée : 70 minutes - 7 bobines
- Date de sortie : 
  - États-Unis : 9 mai 1920

## Distribution
- Marjorie Rambeau : Renée Browning
- Frederick Burton : Horatio Browning
- E. Fernandez : Tony Salviatti
- Raymond McKee : Stephen Browning
- Franklin Hanna : le Gouverneur Leonard
- Virginia Lee : la fille du gouverneur
- T. Morse Koupal : Jim
- Cyprian Gilles : Lottie

## Autour du film
- Marjorie Rambeau avait joué le même rôle dans la pièce à Broadway[1]